# 李国昌
李國昌（9世纪—887年），沙陀人，原名朱邪赤心，或曰名赤衷，唐朝將領，朱邪執宜之子。唐朝賜名李國昌。子晉王李克用。后唐建立後，尊稱其為献祖文景皇帝。

## 生平
他是西突厥别部沙陀人。父亲朱邪執宜为阴山都督、代北行营招抚使。朱邪赤心初任唐朔州刺史。咸通十年（869年），为太原行营招讨、沙陀三部落军使，跟随康承训平定了龐勛之變，被賜名李國昌，字德兴，賜以旌節封单于大都护、振武节度使，賜京城親仁里官邸一所。后来被吐谷浑所袭，退保神武川，三年后，改为云州刺史、大同防御使。
唐僖宗乾符五年（878年）十月，昭義節度使李鈞、盧龍節度使李可舉、吐谷渾都督赫連鐸、白義誠，合擊李國昌於蔚州，李可舉破克用于藥儿岭。广明元年（880年），称疾拒命，赫連鐸打敗李國昌，李國昌与子李克用北奔鞑靼，中和二年（882年），以李克用被召为代州刺史，鎮壓黃巢民變有功，率族自鞑靼归代州，次年，克用镇太原。表其父李國昌为代北节度使，未幾，病卒。李存勗建立后唐，追尊祖父李国昌為献祖文景皇帝，陵號为长宁陵。

## 家庭

### 妻子
- 文景皇后秦氏

### 兄弟
- 李德成（朱邪德成）

### 子女

#### 子
1. 李克用
2. 李克让，金吾卫将军，约880年对黄巢作战阵亡
3. 李克恭，890年为昭义节度使，兵变被杀
4. 李克宁，振武军节度使，908年被李存勗诛杀

#### 女
1. 某女，生后晋竭忠匡运佐国功臣、橫海军节度使王廷胤[2]
2. 第三女，义宁大长公主，嫁宋氏[3]